# Staša Fleischmann
Pour les articles homonymes, voir Fleischmann (homonymie).
Staša Fleischmann (ou Staša Fleischmannová) est une photographe tchécoslovaque, née le 24 septembre 1919 à Prague, et morte le 30 janvier 2020 dans la même ville à l’âge de 100 ans.

## Biographie
Elle naît avec une sœur jumelle en 1919 « quelques mois seulement après la création de la Tchécoslovaquie et sa jeunesse va être marquée par toutes les grandes figures intellectuelles de cette époque ».
Sa mère, Stasa Jilovska, était la meilleure ami de Milena Jesenská depuis qu'elles s'étaient rencontrées au gymnasium Minerva, et c'est à leur domicile du 41 rue Štěpánská (cs) que Franz Kafka venait chercher les lettres que lui adressait Milena Jesenská, son mari étant jaloux. Du fait de cette proximité entre leurs mères, elle côtoya souvent la fille de Milena, Jana Krejcarová, plus connue sous le nom de Jana Černá.
Elle rentra au parti communiste pendant l'Occupation nazie de la Tchécoslovaquie, alors protectorat de Bohême-Moravie. Elle justifia cette adhésion par le fait que Milena avait dû porter des valises en gare de Vienne pour gagner un peu d'argent, et qu'un comte avec qui elle travaillait l'avait initiée au communisme. Milena lui fit connaître des communistes, et l'un d'eux fut son premier mari, Bedřich Stern, qui allait mourir ensuite à Auschwitz. Des réunions avaient lieu chez eux, et, plus tard, « l'Union de la jeunesse communiste se transforma en organisation Mlada Kultura (Jeune Culture), dont le but était de centraliser le combat de tous les étudiants contre le fascisme. »
C'est en novembre 1939 qu'elle vit pour la dernière fois Milena Jesenská, dans leur atelier photographique dans la maison d'édition maison U Topicu. Un de leurs premiers clients avait été Karel Čapek, et c'est à elles que l'on doit son dernier portrait : « « Nous avions un atelier dans un bâtiment du centre de Prague où notre père avait aussi son bureau. Il a reçu la visite de Čapek et ils sont venus nous voir dans ce laboratoire qui n’était pas encore tout à fait prêt. Mon père a dit qu’il nous amenait notre premier client. Il faut dire qu’il était très triste, cela se voit sur la photo, parce que c’était juste après la signature des Accords de Munich. C’était dans sa tête… C’était en automne, six mois avant sa mort. »
Elle rencontra ensuite l'homme de lettres et diplomate Ivo Fleischmann qui fit défection avec toute sa famille en 1970, alors qu'il était en poste à Paris.
Parmi ses photos connues, on peut citer celle d'André Breton devant la porte conçue par Marcel Duchamp pour la Galerie Gradiva rue de Seine en 1937. On peut aussi citer celle que fit circuler Boris Pasternak après son prix Nobel, photo qui avait été prise en 1956 à Moscou alors que Staša et Ivo Fleischmann lui rendaient visite.

## Galerie

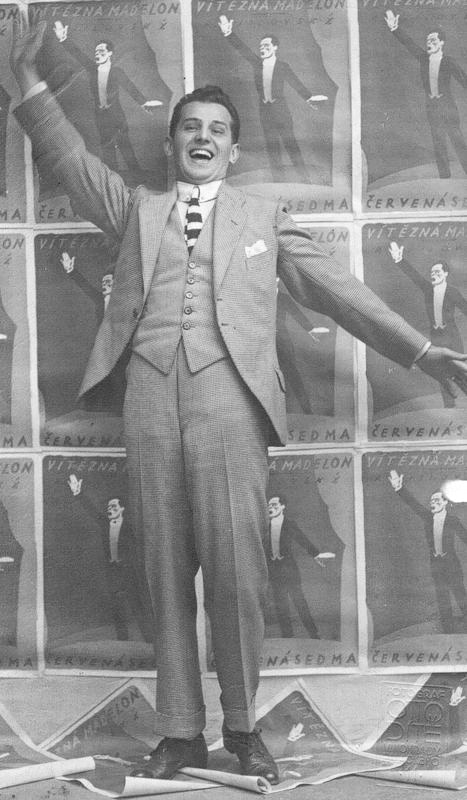
Son père, Rudolf Jílovský, qui était chansonnier
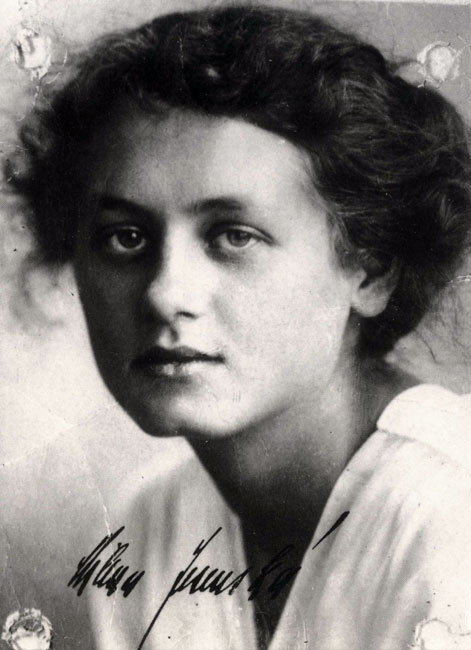
Milena Jesenská